# Camille de Roquefeuil
Pour les autres membres de la famille, voir Famille de Roquefeuil Blanquefort.
Camille Joseph de Roquefeuil-Cahuzac (Cahuzac-sur-Vère, 28 janvier 1781 - Saint-Paul de La Réunion, 6 novembre 1831) est un navigateur et explorateur français.

## Biographie

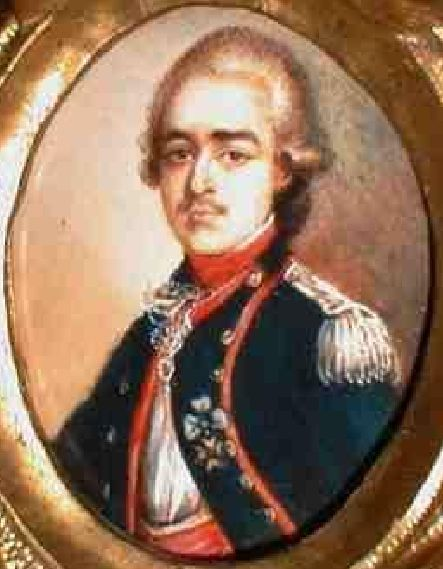
Augustin Joseph de Roquefeuil-Cahuzac, père de Camille.

Camille de Roquefeuil, marquis de Cahuzac, appartient à l'ancienne famille des Roquefeuil-Blanquefort. Il est le fils d'Augustin Joseph de Roquefeuil-Cahuzac (1749-1824), et de Marie Rose Catherine de Verdun (1754-1785), décédée à 31 ans alors qu'il n'a que 4 ans.
Après un séjour à l'île de France (actuelle île Maurice) et dans l'Océan Indien, où il navigue au commerce, Camille de Roquefeuil décide d'entrer dans la marine de guerre (1802). Il participe alors à plusieurs opérations militaires, notamment à Madagascar (1809), sur la frégate Vénus. Il perd un doigt lors du combat. Il est décoré de la légion d'honneur et obtient le grade de lieutenant de vaisseau.
De retour en France en 1810, il propose un voyage commercial autour du monde aux Balguerie, importante famille de négociants bordelais, dont le but est la création d’un commerce triangulaire pour finalement importer des produits chinois, introuvables alors en France. Pour cela, Roquefeuil passe dans la marine marchande. Le voyage sera privé avec des fonds publics. Parti de Bordeaux le 11 octobre 1816 à bord du trois mats Le Bordelais, il passe la Terre de Feu en janvier 1817, fait escale à Valparaiso (février), passe à Callao, explore les îles Galápagos, arrive à San Francisco puis atteint la baie de Nootka où il n'obtient rien des négociants de fourrures.
Roquefeuil passe alors plusieurs mois sur les côtes canadiennes, notamment aux îles Charlottes. Il voyage en s’aidant des cartes de Georges Vancouver et d'Étienne Marchand. Il constate que l’anthropophagie existe toujours
Après avoir hiverné aux Marquises (décembre 1817-février 1818), il parcourt le Pacifique, atteint Hawaii et tente de vendre des fourrures à Macao. Passant par le cap de Bonne-Espérance, il rejoint Bordeaux le 21 novembre 1819.
Si Camille de Roquefeuil est accueilli en héros à son retour, et décoré de l’ordre royal de Saint-Louis, en revanche malgré ses demandes répétées il n’obtiendra pas sa réintégration dans la marine de guerre, la Royale.
Après avoir été directeur militaire du port de Bordeaux, il se résigne à rester dans la marine marchande. Il est nommé capitaine au long cours en 1822, ce qui lui permet de retrouver l’océan indien, l’île de France (Maurice) et l’île Bourbon (La Réunion) où il finira sa carrière comme capitaine du port de Saint-Paul. Il publie le journal de son voyage autour du monde en 1823 à Paris.
Il se marie en octobre 1825 avec Emilie Lavergne-Dennemont, fille d'un colon de Saint-Paul à Bourbon. Un fils, Gustave-Philibert, nait en 1827, et deviendra capitaine d'infanterie.
Camille meurt le 7 novembre 1831, à 51 ans, de dysentrie, sans être rentré en métropole.

## Œuvres
- Journal d'un voyage autour du monde, 1823 (Lire en ligne tome premier ; Lire en ligne tome second)
- Camille de Roquefeuil, Journal d'un voyage autour du monde : pendant les années 1816, 1817, 1818 et 1819, Ponthieu, Lesage,  Gide Fils, 1823 (lire en ligne)   University of British Columbia. Library. Rare Books and Special Collections. G440 .R77 1823

## Hommages et distinctions
- Au Canada, une baie à proximité de Vancouver, en Colombie Britannique, porte son nom ("Roquefeuil bay": 48° 51' 23" N, 125° 6' 41" W)
- Un des monts de La Réunion, au-dessus de Saint-Gilles les Bains, porte son nom.
- Une rue de Bordeaux, qui longe le Cimetière de la Chartreuse derrière l’Hôtel de Police, porte son nom[7].
- Chevalier de Saint-Louis et de la Légion d'honneur